# Guineaxonopsis serratipalpis
Guineaxonopsis serratipalpis är en kvalsterart som först beskrevs av Cook 1983.  Guineaxonopsis serratipalpis ingår i släktet Guineaxonopsis och familjen Mideopsidae. Inga underarter finns listade i Catalogue of Life.